# Hiroaki Sato
Hiroaki Sato (佐藤 弘明, Sato Hiroaki, Amagasaki, 5 februari 1932 – 1 januari 1988) was een Japans voetballer die als middenvelder speelde.

## Clubcarrière
In 1951 ging Sato naar de Kwansei Gakuin University, waar hij in het schoolteam voetbalde. Nadat hij in 1955 afstudeerde, ging Sato spelen voor Kwangaku Club. Sato veroverde er in 1955, 1958 en 1959 de Beker van de keizer.

## Japans voetbalelftal
Hiroaki Sato debuteerde in 1955 in het Japans nationaal elftal en speelde 15 interlands.

## Statistieken
| Japans voetbalelftal | Japans voetbalelftal | Japans voetbalelftal |
| Jaar                 | Wed.                 | Dlp.                 |
| -------------------- | -------------------- | -------------------- |
| 1955                 | 5                    | 0                    |
| 1956                 | 3                    | 0                    |
| 1957                 | 0                    | 0                    |
| 1958                 | 4                    | 0                    |
| 1959                 | 3                    | 0                    |
| Totaal               | 15                   | 0                    |